# Ducha

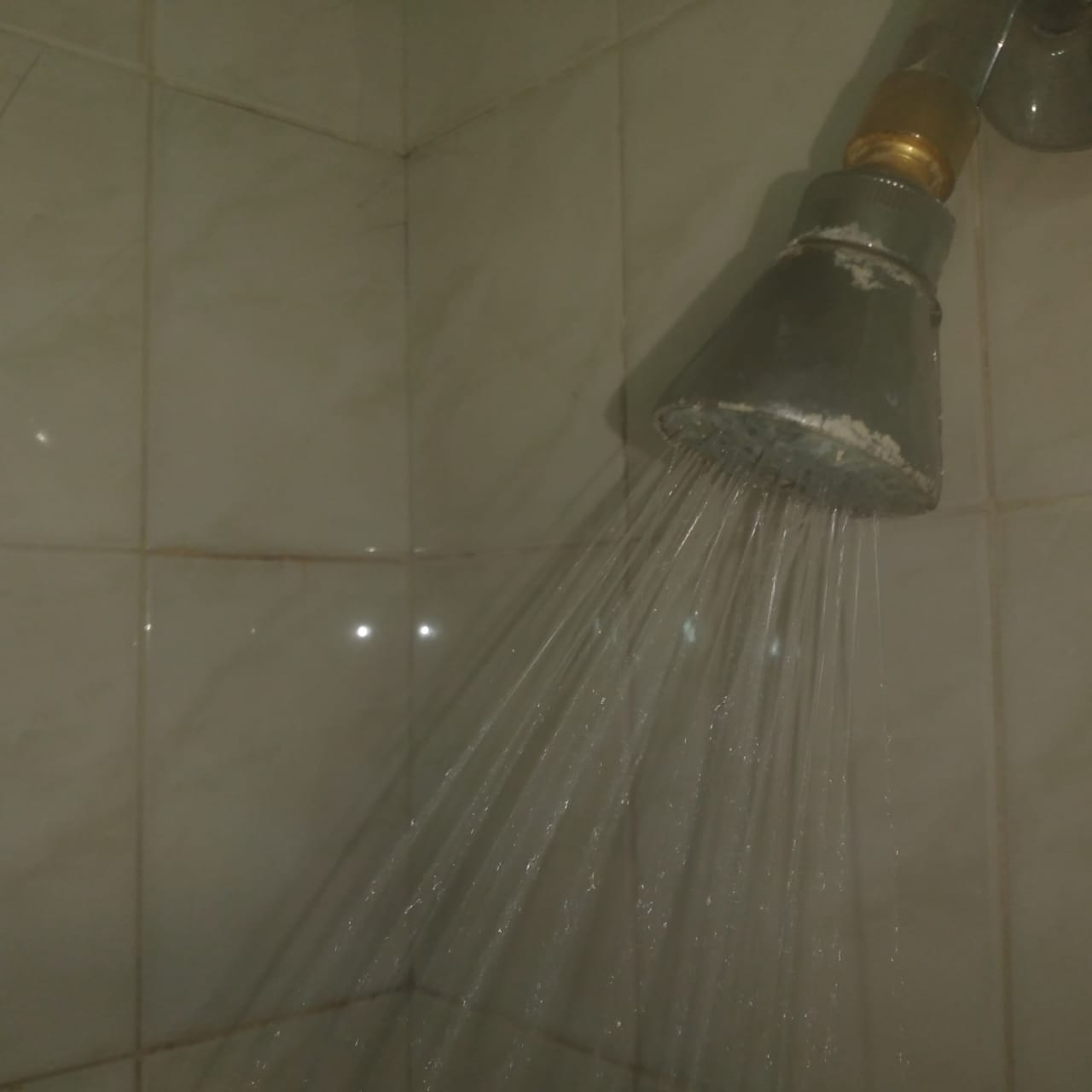
Una ducha del baño

Se entiende como ducha (llamada regadera en México y Venezuela) al baño en el que el agua cae sobre el sujeto, estando este de pie y sin producirse acumulación de agua, pues la usada se dirige directamente al desagüe, o a la acción de usar estas instalaciones. 
Las duchas se pueden usar tanto en cuartos de baño domésticos, como en duchas públicas (cárceles, gimnasios, etc.) y se deben usar obligatoriamente en la mayoría de las piscinas públicas.
La acción de ducharse, se realiza normalmente en una bañera o plato de ducha, que dispone de una manguera que se puede orientar con las manos o una parte fija sobre la cabeza del usuario, donde se dispone de un cabezal que distribuye el agua en varios chorros finos.
En los platos de ducha, generalmente están fijos sobre la cabeza del usuario, o se disponen a lo largo de todo el cuerpo para duchas de hidromasaje, y generalmente protegida por una mampara de cristal o metacrilato translúcido. También pueden protegerse con mamparas enrollables cuya lámina suele ser de poliéster.
Las duchas usadas en las bañeras, tienen una manguera flexible, donde el usuario orienta el cabezal a donde desee o puede fijarlo a la pared sobre su cabeza mediante un soporte previamente instalado.

## Historia

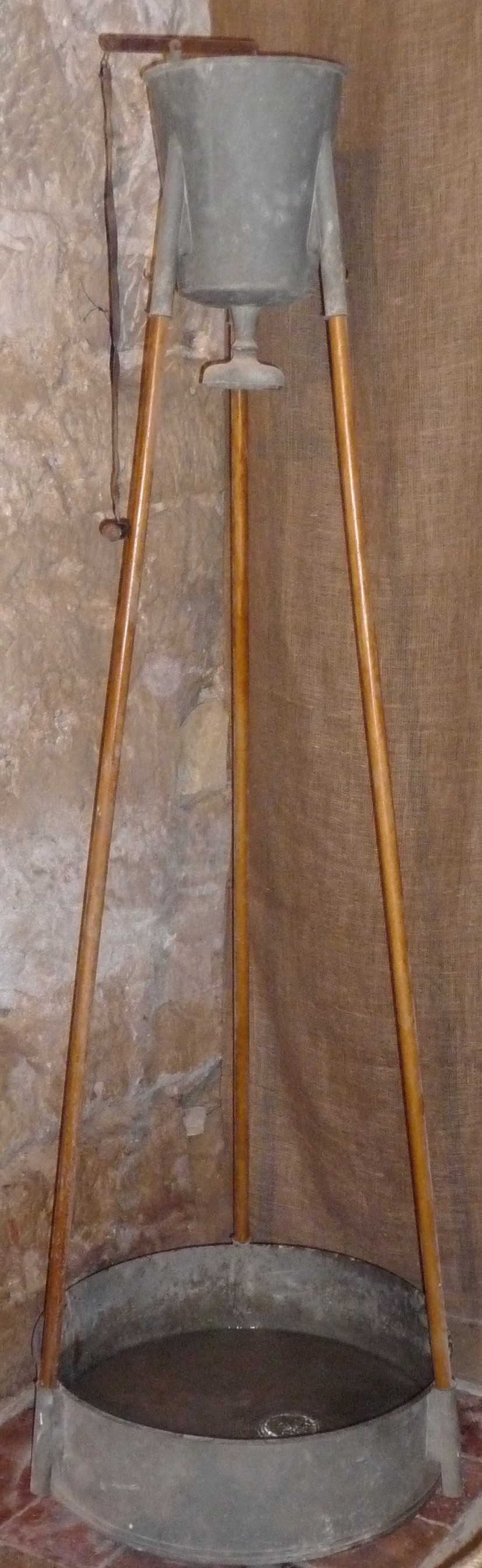
Antigua ducha.

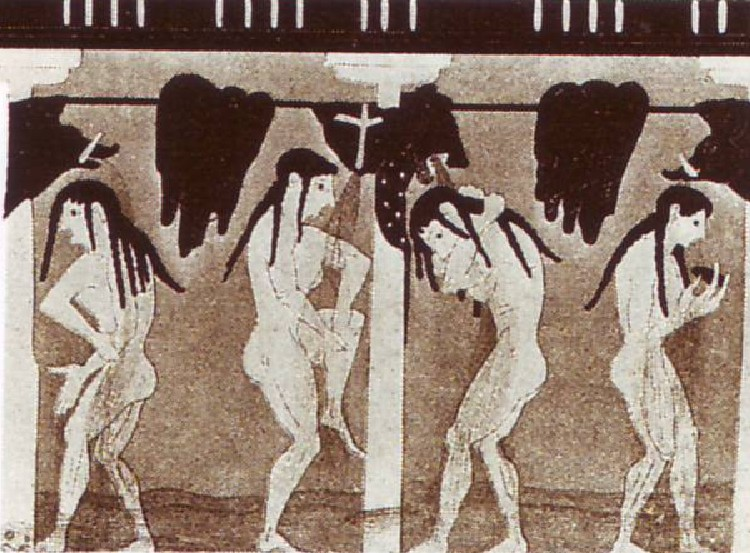
Pintura en una vasija griega (hacia 600 a. C.), detalle de una ducha comunitaria con toberas para los chorros de agua.

Sus orígenes se remontan a la antigua Grecia y al antiguo Egipto aunque la ducha moderna se remonta al siglo XIX. Existe alguna evidencia de que los antiguos egipcios y mesopotámicos pertenecientes a la clase alta poseían, en la intimidad de sus hogares, ciertos espacios interiores, donde eran bañados por sus sirvientes. Sin embargo, estos lugares eran muy diferentes de una ducha moderna, pues solo tenían rudimentarios sistemas de drenaje y el agua era transportada, y no bombeada, hasta la habitación.
La primera civilización que utilizó un tipo de instalación que hoy podríamos considerar como una ducha fueron los antiguos griegos. Sus acueductos y su alcantarillado hecho con tuberías de plomo permitían que el agua que se bombease hacia dentro y hacia fuera de las grandes salas de duchas comunales utilizadas tanto por las élites como por los ciudadanos comunes en los balaneiones o baños públicos. Estas habitaciones han sido descubiertas en las excavaciones de la ciudad de Pérgamo y también parecen estar representadas en la cerámica de la época. Las descripciones son muy similares a un vestuario de ducha moderna colectiva, e incluso poseían barras para colgar la ropa. Los antiguos romanos en su amor por todo lo griego también siguieron esta costumbre. Sus famosas casas de baños públicos o termas se pueden encontrar en todo el Mediterráneo llegando hasta Inglaterra. Los romanos no solo tenían estos baños y duchas, sino que los empleaban múltiples veces a la semana, incluso todos los días. Los relativamente avanzados sistemas de abastecimiento de agua y saneamiento de aguas residuales desarrollados por los griegos y los romanos rápidamente se deterioraron y cayeron en desuso tras las invasiones bárbaras. Después de la caída del Imperio romano está práctica fue abandonada casi por completo desde la Baja Edad Media hasta la época victoriana.
No fue hasta el siglo XIX cuando fue posible reconstruir un sistema tan complejo y fiable como las cloacas griega y romana. Las primeras duchas en la era moderna eran bloques autónomos donde el agua podía ser reutilizada varias veces. En el siglo XIX (probablemente hacia 1810, aunque hay una cierta contradicción entre las fuentes), la ducha tipo Regencia inglesa fue inventada de forma anónima. El diseño original tenía más de diez pies de altura (más de dos metros), y estaba hecha de varios tubos de metal pintados simulando el bambú. En la parte superior de la unidad había un depósito conectado con estos tubos. El agua salía a través de una boquilla y caía sobre los hombros de los propios ocupantes antes de ser recogida y bombeada de nuevo hasta el depósito superior. Este prototipo sufrió varias renovaciones incluyendo modelos con bombeo manual, modelos con varios pulverizadores, y los que poseían boquillas intercambiables. La reinvención de las tuberías de plomo para uso interior sin excesivas fugas, alrededor de 1850, permitió que la duchas independientes pudieran ser conectadas a una fuente de agua corriente, lo que facilitaba su uso. Además, el aumento en el acceso al agua caliente hicieron el baño mucho más cómodo y popular. El doctor Merry Delabost, jefe médico de la prisión Bonne-Nouvelle, de Ruan, inventó un modelo mejorado de ducha hacia 1872, con el fin de darles a los presos una mejor higiene. Se trataba de duchas colectivas, aunque el sistema de chorro era individual. En 1879 el ejército prusiano hizo obligatoria la ducha entre sus soldados e instaló duchas comunes en los barracones.
Incluso con las nuevas mejoras en su diseño, la ducha siguió siendo menos popular que el baño en los países industrializados hasta la segunda mitad del siglo XX. Actualmente las duchas son la principal opción de mercado en los países de la OCDE frente a los baños o bañeras de moda hasta mitad del siglo pasado.

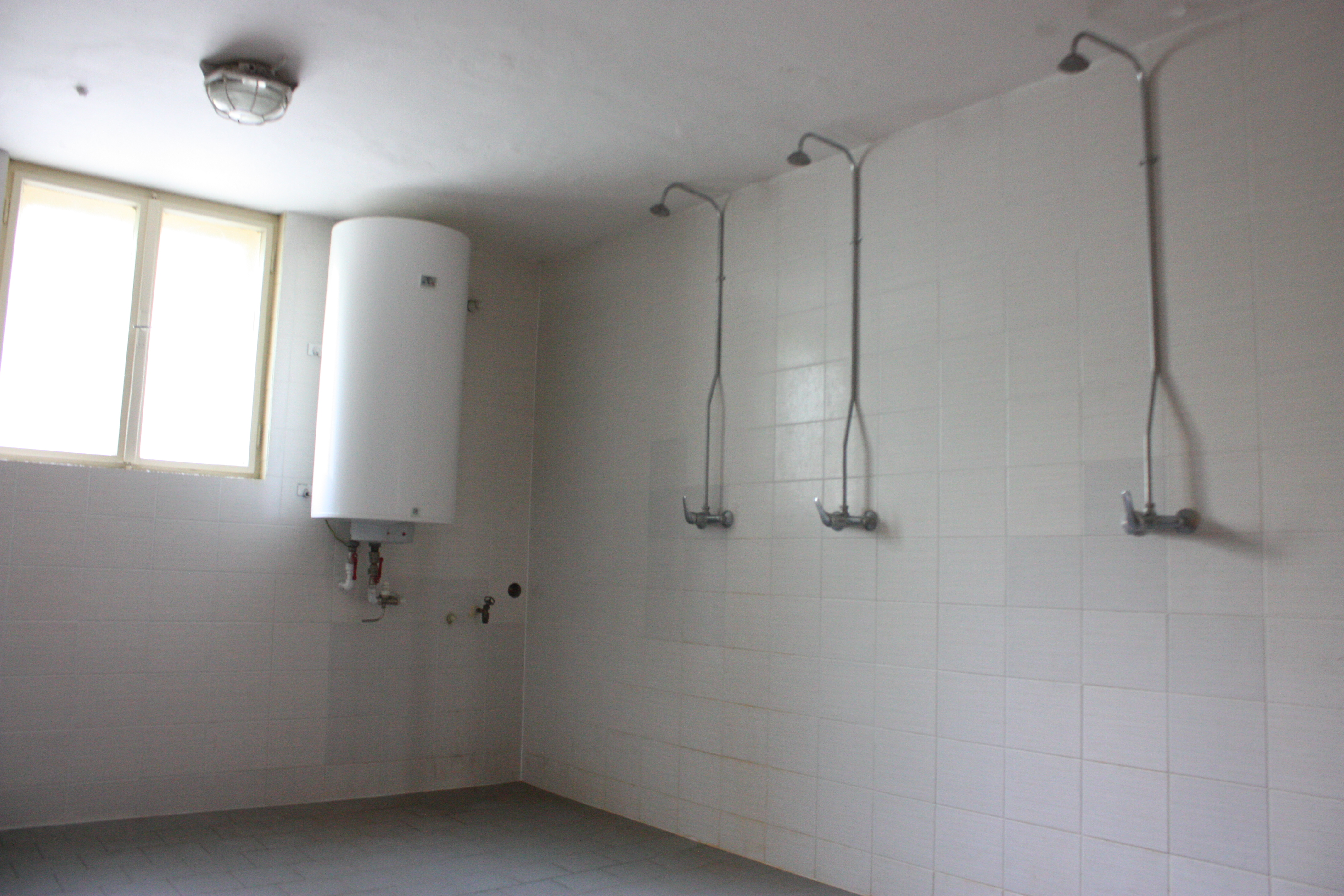
Duchas colectivas en un centro de educación secundaria (Gymnasium), en Brno-Řečkovice.

## Tipos de duchas

### Uso público

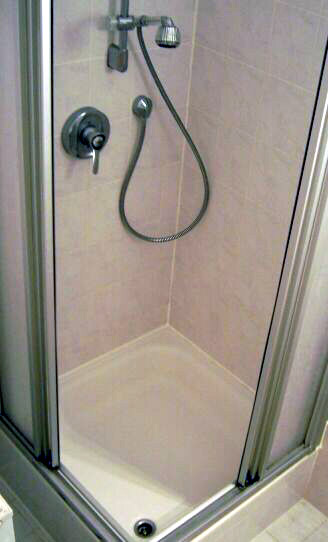
Una típica cabina de ducha actual, con tubo flexible y cabezal ajustable en altura. Está protegida por una mampara con puertas deslizantes.

Siguiendo la tradición de la antigua Grecia, muchas modernas instalaciones deportivas y acuáticas (gimnasios, piscinas públicas, polideportivos) están equipadas con duchas colectivas. Estas pueden estar distribuidas en forma de compartimentos individuales equipados con cortinas para mantener la privacidad, o ser espacios de ducha en grupo al igual que las que se muestran en la cerámica griega antigua. Esta última suele ser una sala sin divisiones, con varias boquillas o cabezales de ducha, ya sea instalados directamente en las paredes de la habitación, o en puestos regularmente espaciados.
La necesidad de lavarse después de hacer un ejercicio vigoroso ha propiciado que diversos modelos de platos de ducha, llamados duchas de campo, hayan sido puestos en uso por los gobiernos y fuerzas militares en todo el mundo. Las armas modernas utilizadas en el campo de batalla a menudo dejan peligrosas secuelas, incluidos productos químicos cáusticos, agentes biológicos mortales y materiales radiactivos, que pueden dañar no solo los objetivos previstos, sino también las fuerzas del propio bando agresor. Las duchas de campo pueden ser usadas por lo tanto como duchas de descontaminación y son empleadas a menudo para eliminar estos residuos peligrosos, y potencialmente mortales, del cuerpo de un soldado.

### Uso doméstico
A pesar de las innovaciones en la fontanería y en el tratamiento del agua, la ducha doméstica es bastante similar a como lo fue en el siglo XIX. Los dos tipos más comunes de duchas son la cabina de ducha y la bañera/ducha. El primer tipo es simplemente una ducha protegida por una puerta de cristal o plástico que protege la intimidad y evita salpicaduras de las gotas de agua fuera del plato de ducha. La bañera combinada con ducha se puede utilizar tanto para tomar un baño como una ducha, y está protegida por una cortina de ducha deslizante o una mampara abatible, plegable o deslizante, con la misma finalidad de favorecer la privacidad y evitar la salida del agua.
Aunque la mayoría de las duchas domésticas tienen una boquilla de una sola cabeza, en algunos cuartos de baño personalizados se pueden encontrar duchas con varios cabezales (cabinas de hidromasaje...), en algunos casos con modificaciones más elaboradas (sauna...).

### Otros tipos de duchas

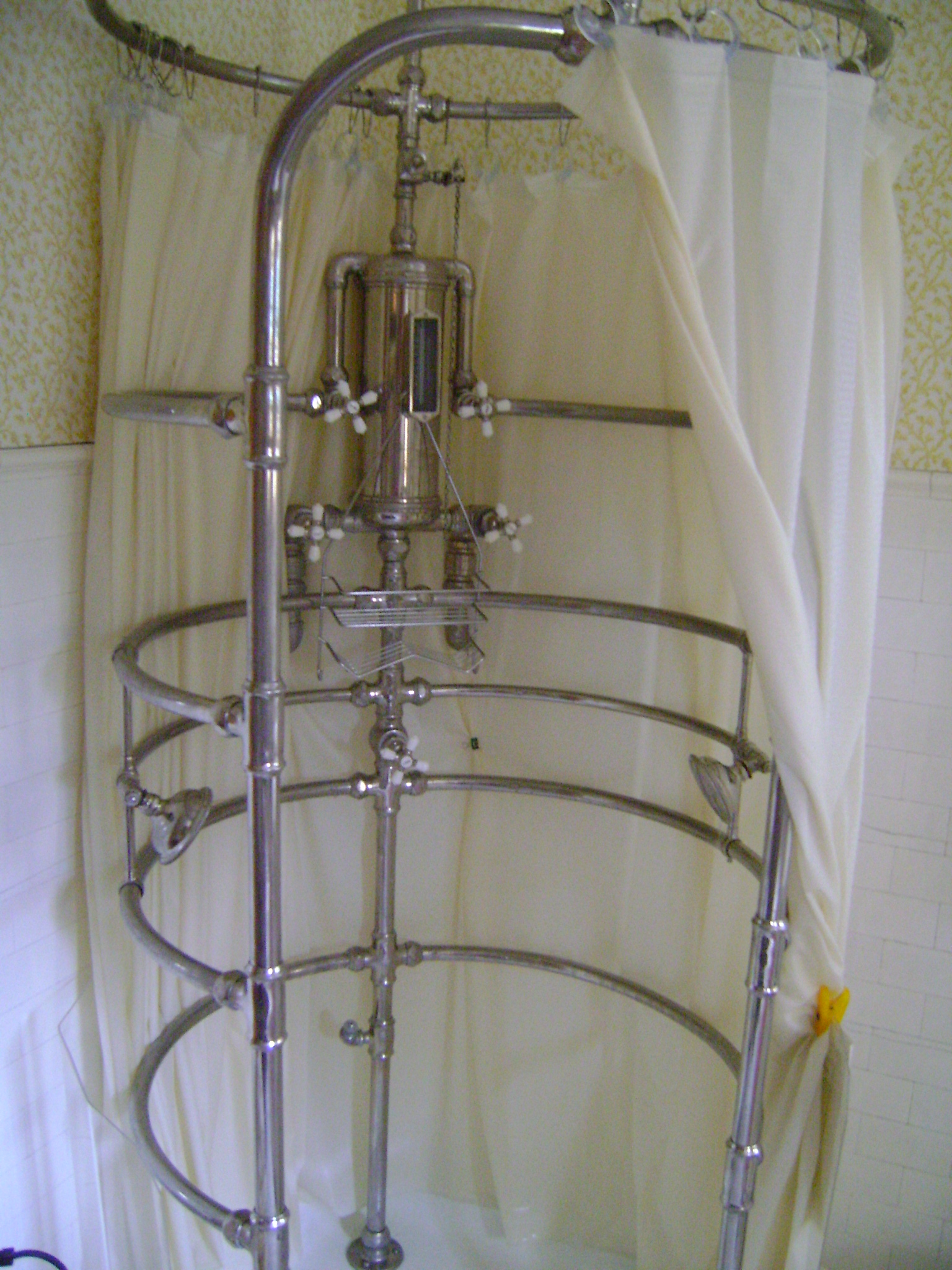
Ducha de costilla.

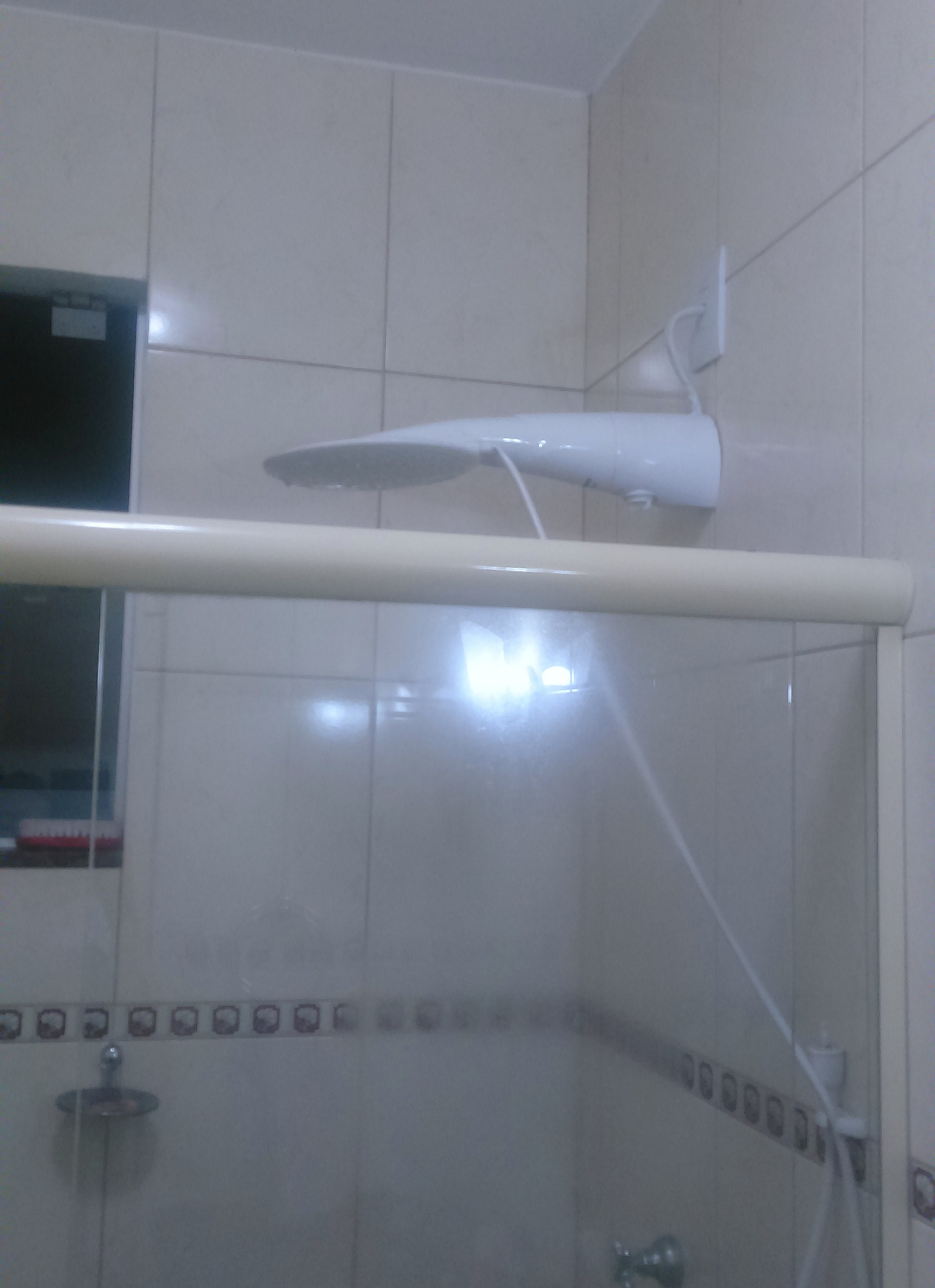
Ducha eléctrica brasileña.

Existen otros muchos tipos de ducha, según la modificación de su estructura o el uso al que van destinadas.
- Ducha de aire, un tipo de baño donde se utiliza aire de alta presión para limpiar el exceso de partículas de polvo del personal de limpieza.
- Ducha eléctrica, un tipo de ducha que calienta localmente el agua de la ducha con electricidad.
- Ducha de campo, un tipo de ducha colectiva usada por personal del ejército, cuando se encuentran fuera de su zona de acuartelamiento, durante unas maniobras militares o un combate.
- Ducha de marina, un sistema de ducha que permite una importante conservación de agua y energía.
- Cabina de hidromasaje, un sistema de ducha para aumenta localmente la presión del agua en el cabezal de la ducha por medio de una bomba eléctrica.
- Ducha de vapor, un tipo de baño en el que un generador de vapor produce vapor de agua que se dispersa alrededor del cuerpo de una persona.
- Ducha Vichy, ducha en la que grandes cantidades de agua caliente se vierten sobre una persona en un spa mientras el usuario se encuentra dentro de una cama (húmeda) poco profunda, similar a una mesa de masaje, pero con un drenaje para el agua.
- Ducha romana, un tipo de diseño arquitectónico de la ducha que no requiere de una puerta o una cortina.
- Ducha de emergencia o ducha de seguridad, están instaladas en los laboratorios y otras instalaciones industriales que utilizan productos químicos peligrosos. Es una obligación legal en Estados Unidos[6] y otros países. Las duchas de emergencia están diseñadas para el vertido continuo de unos 30-60 galones por minuto[7] (140-180 litros por minuto) por lo menos durante 15 minutos,[8] y deben estar situadas como máximo a 10 segundos de los usuarios potenciales.[9]

## Usos
El uso de la ducha se popularizó desde mediados del siglo XX. La higiene personal se convirtió en una preocupación principal, y bañarse o ducharse todos los días o varias veces al día es común entre las culturas occidentales.  Ducharse es generalmente más rápido que el baño y utiliza menos agua. Este concepto de rapidez y eficiencia explica su popularidad, ya que encaja con el estilo de vida agitado de la gente moderna. Además, la ducha, en vez de tomar un baño, se recomienda para las personas mayores, ya que reduce el riesgo de lesiones relacionadas con caídas.

## Importancia cultural
Ducharse forma parte de una rutina diaria, principalmente para promover la limpieza y evitar malos olores, enfermedades e infecciones. Los avances en la ciencia y la medicina en el siglo XIX comenzaron a darse cuenta del beneficio del baño regular para la salud de un individuo. Como resultado, las culturas más modernas fomentan un régimen diario de higiene personal. Ducharse también ha adquirido la reputación de ser una actividad relajante, rica, saludable y terapéutica en general.

## Instalación
La instalación de una ducha requiere varios tubos de transporte de agua (tuberías). Estos incluyen la tubería para el agua caliente, agua fría, y el tubo de drenaje.
Hay muchos tipos de duchas que se pueden instalar. Entre ellas, las unidades compactas de ducha o cabinas de ducha, que poseen todos los elementos ya montados, o también el caso más general en que se compran los diversos elementos por separado (plato de ducha, paredes, y el cabezal de la ducha) para su montaje posterior.  Casi siempre es mejor pedir consejo a un profesional certificado para realizar la instalación de una ducha completa si no se está familiarizado con ello.

## Estructura y diseño

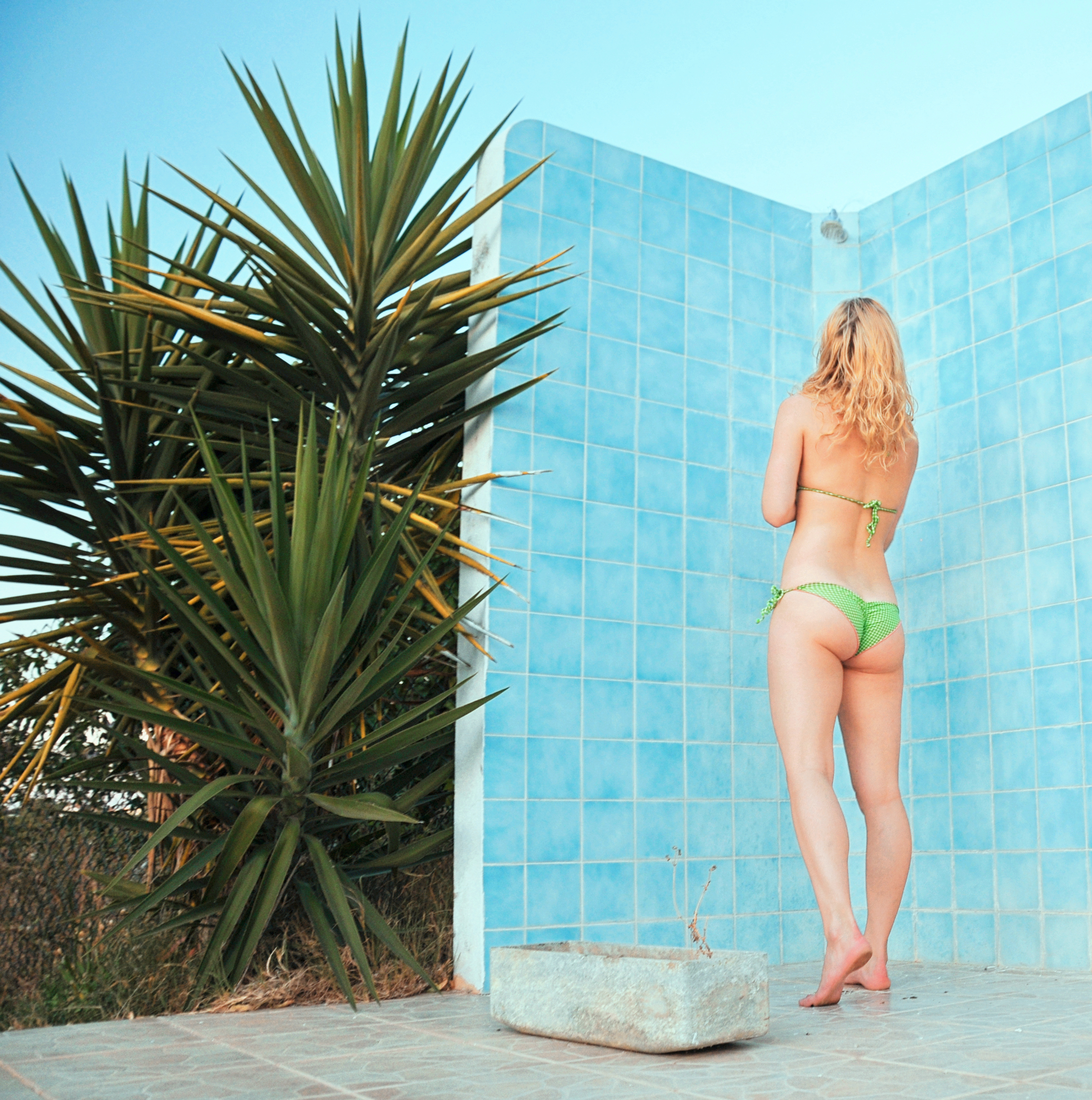
Muchas zonas de baño públicas ofrecen duchas junto a la piscina.

Los diseños de ducha varían según la ubicación y el propósito. Hay duchas independientes, y otras que se integran con una bañera. Las duchas están separadas de la zona circundante mediante cortinas de estanqueidad (cortina de ducha), puertas correderas, o puertas deslizables, con el fin de proteger el espacio circundante de las salpicaduras de agua. Las duchas con una sala de entrada húmeda se están convirtiendo en muy populares, especialmente debido a las mejoras en los sistemas de impermeabilización y elementos prefabricados. La mejor instalación requiere un material impermeable para cubrir las paredes y el suelo de la zona de ducha, que luego es cubierto con azulejos, o en algunos países con un material laminar como el vinilo.
Lugares como piscinas, vestuarios, o instalaciones militares, tienen duchas múltiples. Puede haber habitaciones comunales para ducha sin divisiones, o cabinas de ducha (normalmente abiertas por la parte superior.)

### Cabezal de ducha

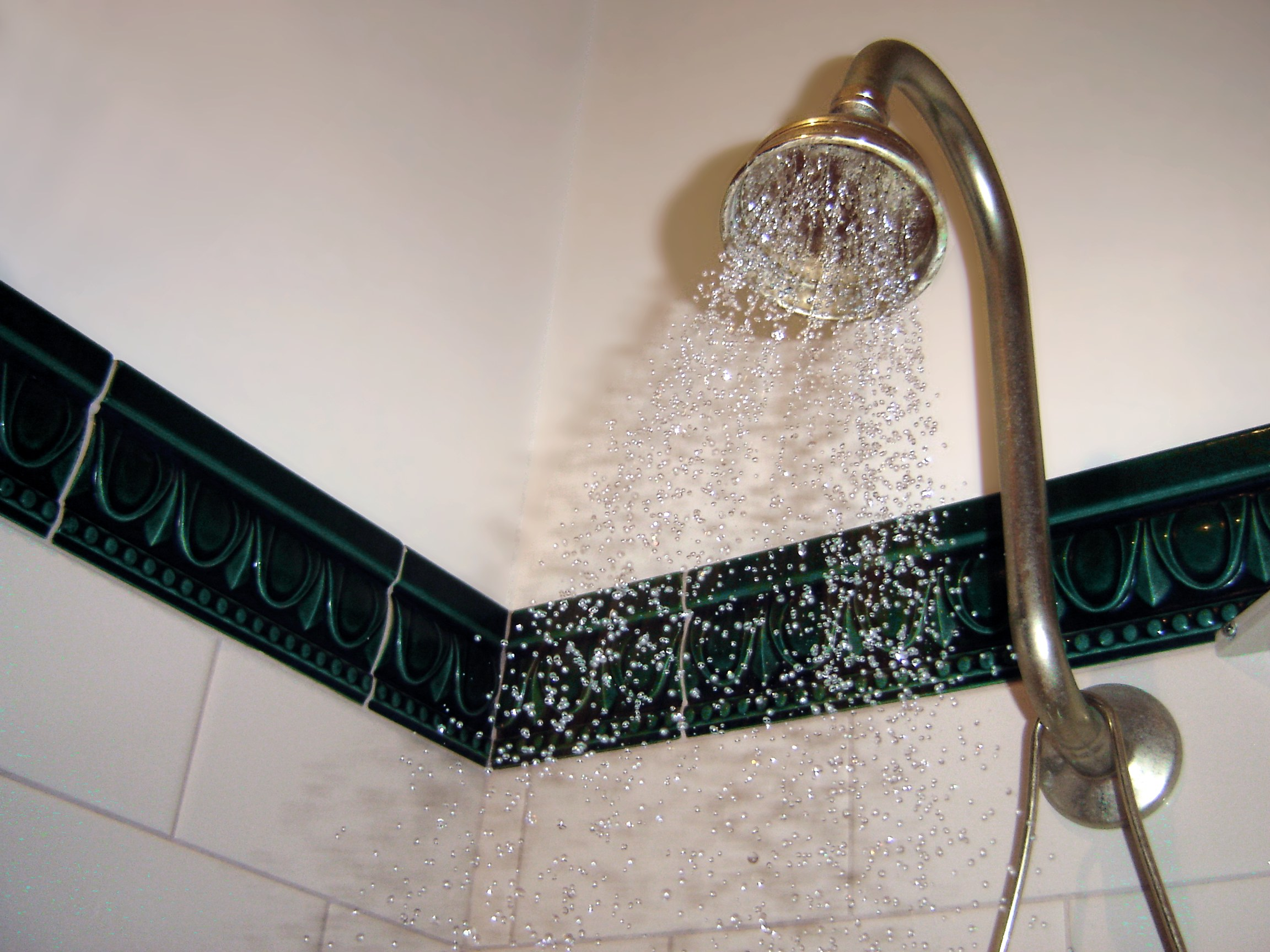
Un cabezal de ducha fijo.

Un cabezal de la ducha (también alcachofa, duchero, roseta, o flor) es una boquilla perforada que distribuye el agua en un ángulo sólido grande en el punto de uso, generalmente la cabeza del bañista. Por lo tanto con una cantidad de agua menor de la necesaria para la inmersión total se puede utilizar para humedecer la misma zona. En algunos países está regulada la cantidad máxima de agua que puede verter un cabezal. Así todas las duchas residenciales y comerciales vendidas en los EE. UU. deben verter una cantidad menor o igual a 9,5 litros por minuto (2,5 galones por minuto) por una decisión del Departamento de Energía (decisión 10 CFR 430). Cabezales de ducha de bajo flujo, menor o igual a 7,6 litros por minuto (2,0 galones por minuto), pueden utilizar el agua más eficientemente por aireación de la corriente de agua, alteración del flujo de las boquillas a través de principios avanzados o por oscilación de alta velocidad del chorro. USEPA administra un programa de ahorro voluntario de agua, WaterSense, que puede certificar las cabezas de ducha de bajo flujo. Algunas cabezas de ducha se pueden ajustar para diferentes tipos de chorro de agua, tales como masaje, spray suave, aerosol fuerte y pulso intermitente, o modos de combinación entre ellos.
El agua dura puede producir depósitos de calcio y magnesio que obstruyen la cabeza, reduciendo el flujo y cambiando los patrones de rociado. Para descalcificación, pueden ser utilizados diversos productos químicos ácidos o cepillos; algunos cabezales tienen los orificios construidos en un material flexible similar a la goma que se puede descalcificar manualmente. Un remedio casero es la inmersión del cabezal en una solución de agua y vinagre durante un rato, ya que el vinagre es capaz de disolver la cal.

### Cortinas de ducha
Las cortinas de ducha son cortinas utilizadas en bañeras con ducha o en recintos de ducha. Por lo general están hechas de vinilo, tela o plástico. La cortina de la ducha tiene dos objetivos principales: proporcionar privacidad y evitar que el agua produzca salpicaduras en el cuarto de baño. Las cortinas de ducha por lo general rodean la bañera o ducha por el interior del área de la bañera o ducha, y se sujetan mediante raíles o barras de cortina. Para dar sujeción a los diferentes tipos de formas de bañera, las barras son de diferentes tamaños y son flexibles en su diseño. Algunas personas utilizan dos cortinas de baño: uno que está dentro de la bañera, que es principalmente funcional, y una cortina de ducha exterior, que es puramente decorativa.

### Mamparas de ducha

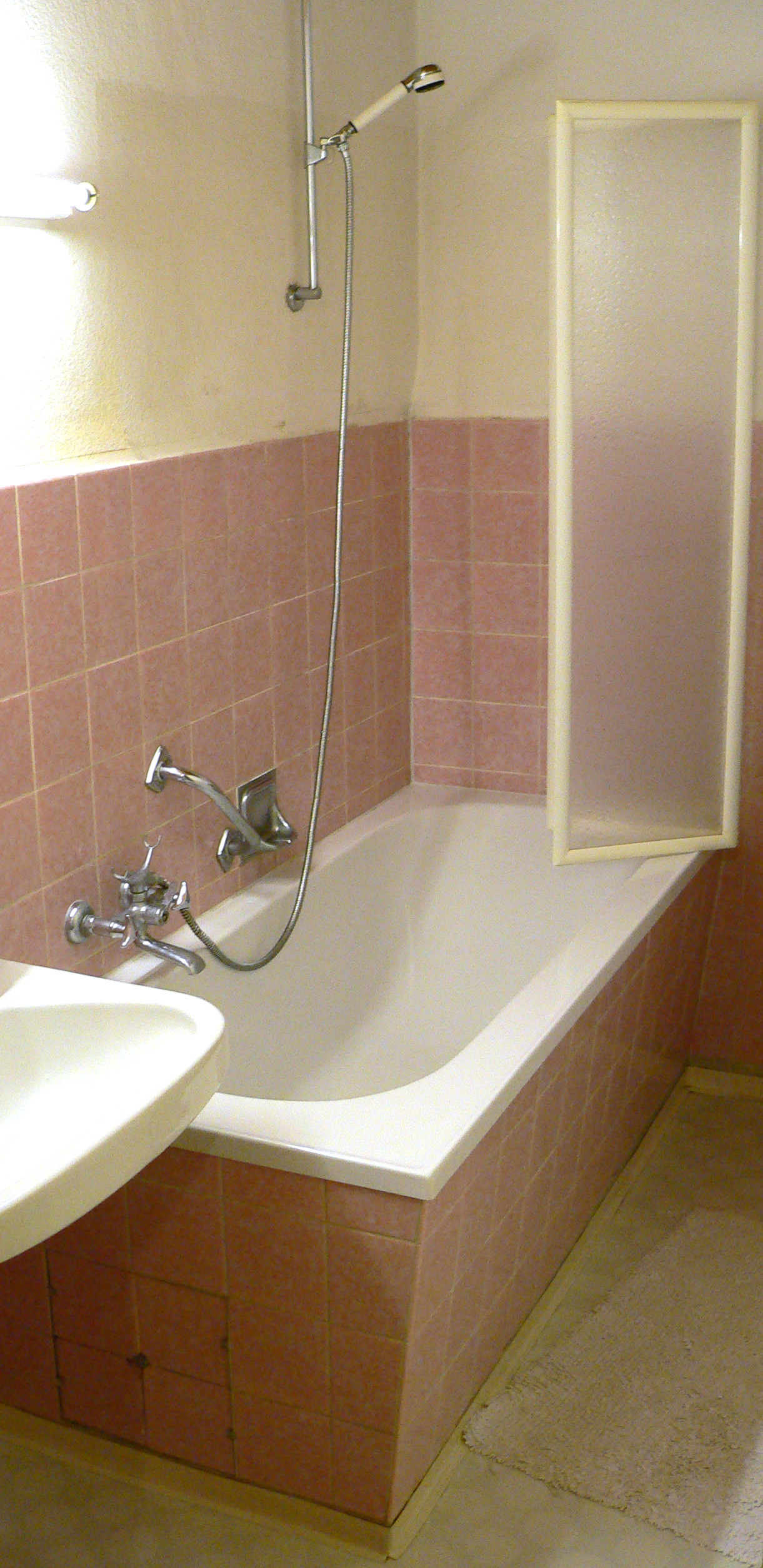
Combinación de ducha y bañera, con mampara.

Las mamparas de ducha son sistemas de cerramiento de cuartos de baño que ayudan a mantener el agua dentro de una ducha o bañera, gran alternativa a las cortinas de ducha. 
Están disponibles en diferentes estilos, con marco o sin marco, correderas o pivotantes. 
Por lo general están construidas de aluminio, vidrio claro, plexiglás o vidrio templado.
También existen mamparas enrollables con láminas de poliéster.
Las mamparas o cabinas de ducha o bañera pueden ser a medida fija o estándar. Los sistemas estandarizados se adaptan a las diferentes dimensiones o casos que se nos pueden plantear en el baño o ducha, mientras que las mamparas a medida fija están fabricadas para una medida específica y una situación concreta, garantizando la estanqueidad y el ajuste máximo.
Las puertas o mamparas de ducha pueden fabricarse en muchas terminaciones y tipos de cristal diferentes. Pueden hacer juego con otros elementos del baño, tales como grifos y duchas. También hay mamparas de ducha que tienen un diseño especial en ángulo o con una determinada curvatura, adaptándose a su uso con platos de ducha que tienen el mismo diseño o con la superficie impermeabilizada que se emplee. El diseño del plato de ducha es muy importante pues la mampara de la ducha debe ser del tipo requerido por el plato para su correcto funcionamiento.

### Tipos de platos de ducha
- Platos de ducha de acero esmaltado

Están compuestos por una base de acero con un acabado esmaltado de cerámica, tienen mucha dureza al rayado, debido a que la capa de cerámica es muy resistente, no así tanto a los golpes que pueden hacer que se desprenda el esmalte.
- Platos de ducha acrílicos

Se componen de una base acrílica reforzada con resinas y fibra de vidrio, tiene buena resistencia al rayado y a los golpes, además de una buena higiene debido a que su capa de acabado no tiene poros e impide la proliferación de bacterias.
- Platos de ducha cerámicos

Están fabrican con una pasta de cuarzo y caolín, que se somete a una vitrificación.
Son resistentes al rayado aunque se pueden romper por un golpe, también son muy higiénicos ya que su acabado es liso.
- Platos de ducha de resina

Se componen en un 70 % por mármol y resina y en un 30 % por otros componentes. Esta masa se recubre con una acabado de laca, pintura o gel coat, tienen una buena resistencia a las altas temperaturas, marcas y arañazos. Además, los diseños se pueden personalizar y son muy higiénicos. Pueden fabricarse en un formato extraplano aumentando la accesibilidad sin perder resistencia ni prestaciones si son macizos sin aligerar.
- Platos de ducha de piedra natural

Generalmente de mármol o granito, tienen una buena resistencia, mejor el granito, el problema es que tienen poros, por lo que se han de tratar para mejorar la higiene.
- Plato de ducha de obra

No es un plato de ducha prefabricado como tal, se realiza con piezas de azulejo, dando una caída al suelo, hacia un sumidero o rejilla, ha de impermeabilizarse por debajo del solado, para no provocar humedades.
- Plato de ducha porcelánico

Platos de ducha de material porcelánico actualmente en desuso dado que dicho material es altamente frágil y ofrece pocas prestaciones en relación con las otras soluciones.
- Plato de ducha de bajo consumo o passive shower

Es un plato de ducha que lleva integrado un recuperador de calor en su interior y permite ahorros del 40% de energía. Es un revolucionario sistema que ha sido patentado en España por la empresa Cerian Shower, S.l. y que se fabrica en distintos materiales. Permite recuperar la energía del agua caliente de la ducha antes de que se pierda por el desagüe.
- Plato de ducha de Solid Surface

Este material de plato de ducha duradero es ‘todo masa’, no poroso, sin capa en el exterior ni fibras en su interior y sin juntas visibles. Al ser todo masa y sin poros, es aséptico, lo cual lo convierte en una de las opciones más seguras para espacios húmedos como es el baño.

### Habitaciones húmedas
Una habitación húmeda es una ducha dentro de un cuarto de baño con un suelo libre de obstáculos, al nivel de sus alrededores. No tienen por tanto plato de ducha y el orificio de drenaje para el agua está en el propio suelo. Esta estructura consta de dos fases de construcción:
- Fase 1: Estructural, que consiste en construir un suelo con gradiente o pendiente, un orificio de salida, y un bote sifónico que conecta el orificio de salida a los tubos de desagüe.
- Fase 2: Impermeabilización, que suele constar de múltiples capas de sellado. Una lechada se utiliza para llenar los espacios vacíos entre las baldosas, pero este material es generalmente poroso. Las baldosas son generalmente impermeables, por lo que las lechadas de gran superficie entre los mosaicos son menos resistente al agua. Así las baldosas pequeñas ofrecen menos defensa que las baldosas de gran formato. Esto significa que la impermeabilización por debajo de los azulejos es muy importante.

## Equipamiento utilizado en las duchas
- Válvula de ducha de presión equilibrada, un dispositivo para proporcionar una presión constante del agua de la ducha, y evitar las fluctuaciones de temperatura.
- Ducha Sharko, un cabezal de ducha fijo utilizado para el masaje.
- Gorro de ducha, un gorro puesto mientras se ducha o el baño, para evitar que el cabello se moje.
- Radio de ducha, una radio que está impermeabilizada para que pueda ser utilizada en el baño y en otros ambientes húmedos.
- Sunshower, un dispositivo para calentar el agua de la ducha con energía solar.
- Jabón, champú...
- Unidades de reciclado de agua caliente para recuperar gran parte del calor de las aguas residuales y reciclarlo hasta el cabezal de la ducha y reducir al mínimo la pérdida de calor por el desagüe.